# 바사호
바사호(Vasa)는 1620년대 건조된 스웨덴의 전함이다. 1628년 난파되어 난파선이 되었다. 1961년 완전히 인양되었는데, 목재로 지어졌음에도 나무로 된 부분까지 우수하게 보존된 것으로 높이 평가받는다.

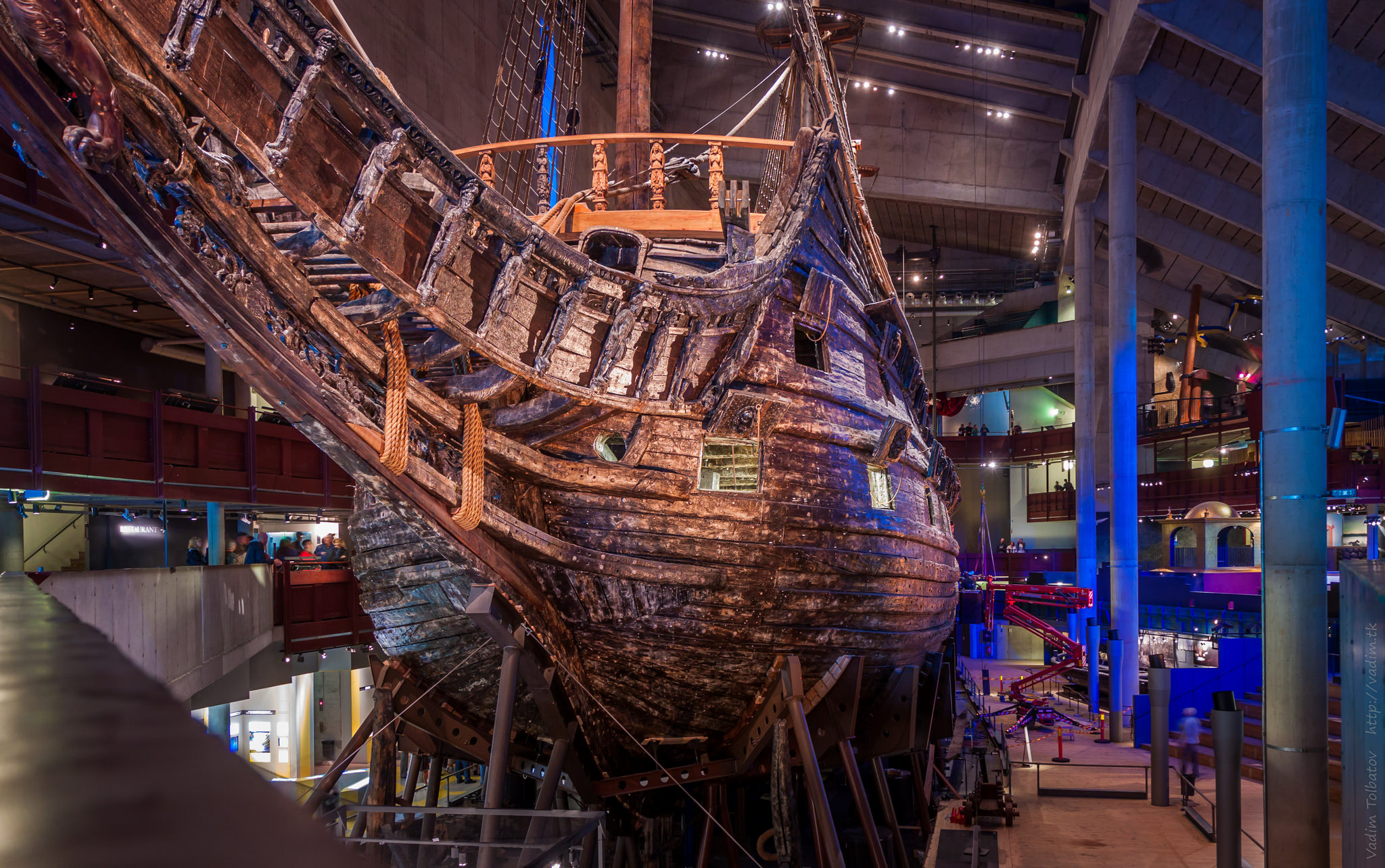
스웨덴 스톡홀름에 전시된 18세기 전함 바사호(Vasa)